# 三原農業協同組合
三原農業協同組合（みはらのうぎょうきょうどうくみあい、通称JA三原）は、広島県三原市に本店を置いていた農業協同組合である。

## 事業区域
- 三原市（大和町除く）、竹原市、尾道市瀬戸田町

## 沿革

### JA三原（合併前）
- 1962年7月：沼田東、沼田西、小泉、長谷の4農協が合併し、三原市西部農業協同組合設立。
- 1964年
  - 6月：高坂農業協同組合が三原市西部農業協同組合と合併。
  - 9月：本郷、船木、北方、南方の4農協が合併し、安芸本郷町農業協同組合設立。
- 1967年3月：坂井原、羽和泉、中野の3農協が合併し、久井町中央農業協同組合設立。
- 1969年3月：三原、木原、八幡、深町、鷺浦、向田、三原市西野の7農協と三原市西部農業協同組合が合併し、三原市農業協同組合設立。
- 1978年3月：久井、久井町中央の2農協が合併し、久井町農業協同組合設立。
- 1989年4月：幸崎農業協同組合が三原市農業協同組合と合併。
- 1993年4月1日：三原市内の三原市、安芸本郷町、久井町の3農協が合併し、三原農業協同組合設立。

### JA瀬戸田町
- 1968年9月30日：垂水、福田、北生口、名荷、高根、瀬戸田町、中野、南生口の8農協が合併し、瀬戸田町農業協同組合設立。

### JA竹原
- 1963年3月：仁賀、下野、東野、荘野、田万里の5農協が合併し、竹原市農業協同組合設立。
- 1966年3月：忠海、竹原町、大井、大乗、吉名、竹原ぶどう(専)の6農協が合併し、竹原農業協同組合設立。
- 1989年4月1日：竹原市内の竹原市、竹原の2農協が合併し、竹原農業協同組合設立。

### JA三原（合併後）
- 2004年4月1日：三原、瀬戸田町、竹原の3農協が合併し、三原農業協同組合設立。
- 2022年12月31日：訪問介護事業所を閉鎖。
- 2023年
  - 3月1日：久井農産加工場を閉鎖。
  - 4月1日：JA三原を含む、広島県内の9農協が合併し、JAひろしまを設立。JA三原は廃止。

## 主な特産品
- 米・柑橘・野菜・花卉